# بلاوتوس
تيتوس ماكيوس بلاوتوس أو «بلاوتوس» هو كاتب مسرحي روماني قديم من الحقبة اللاتينية القديمة. تُعد أعماله الكوميدية أقدم الأعمال التي وصلت لنا بالكامل من الأدب اللاتيني.

## الحياة الشخصية
كان بلاوتوس فقيرًا وعمل في المسرح في روما ليجمع بعض المال، ونجح في ذلك إلا أنه بعد فترة وجيزة بدد ماله في التجارة الخاسرة وعاد فقيرًا مجددًا. ثم عمل بلاوتوس في طاحونة، وشهدت فترة عمله فيها رواجه المسرحي؛ فكتب المسرحيات وكسب المال وعاش حياة جيدة.

## أعماله
يُقال أن بلاوتوس ألف حوالي مائة وثلاثين مسرحية باللاتينية وهو عدد لا يدعمه الكثيرون. أما العدد المُتفق عليه فهو 21 مسرحية كوميدية. ومسرحيته أمفيترو قصة أسطورية عن جوبيتر وإنجابه هرقل من زوجة اتخذها من بني البشر. في مسرحية الإله ميناخيمي، يلتقي أخوان افترقا بعد كثير من الاضطراب.

## روابط خارجية
- بلاوتوس على موقع IMDb (الإنجليزية)
- بلاوتوس على موقع الموسوعة البريطانية (الإنجليزية)
- بلاوتوس على موقع قاعدة بيانات برودواي على الإنترنت (الإنجليزية)
- بلاوتوس على موقع إن إن دي بي (الإنجليزية)
- بلاوتوس على موقع ديسكوغز (الإنجليزية)
- بلاوتوس على موقع قاعدة بيانات الفيلم (الإنجليزية)
- بلاوتوس على موقع كينوبويسك (الروسية)